# Capesterre-de-Marie-Galante
Capesterre-de-Marie-Galante (Marie-Galante-Kreolisch: Kapestè Marigalant) ist eine Gemeinde mit 3150 Einwohnern (Stand 1. Januar 2022) im französischen Überseedépartement Guadeloupe.

## Geographie
Capesterre liegt an der südöstlichen Küste der Insel Marie-Galante am Karibischen Meer. Die Gemeinde hat einen Anteil am Bergmassiv der Insel, den Mornes. Der höchste Punkt, der Morne constant im Norden der Gemeinde, liegt auf 204 m. ü. M.

## Geschichte
Aus dem 17. Jahrhundert ist der Name Cabesterre bekannt. 1644 führte Gouverneur Charles HOUËL Zuckerrohr in Capesterre ein, die erste Mühle wurde errichtet. Die für die Zuckerrohrplantagen eingeführten Sklaven wurden 1848 befreit und 1854–1889 indische Arbeiter angeheuert. Der Ort ist aufgrund seiner Lage starken Winden ausgesetzt. Die Burg, die einst zum Schutze der Siedlung stand, wurde bei einem Zyklon 1928 in Mitleidenschaft gezogen und in der Folge rekonstruiert.

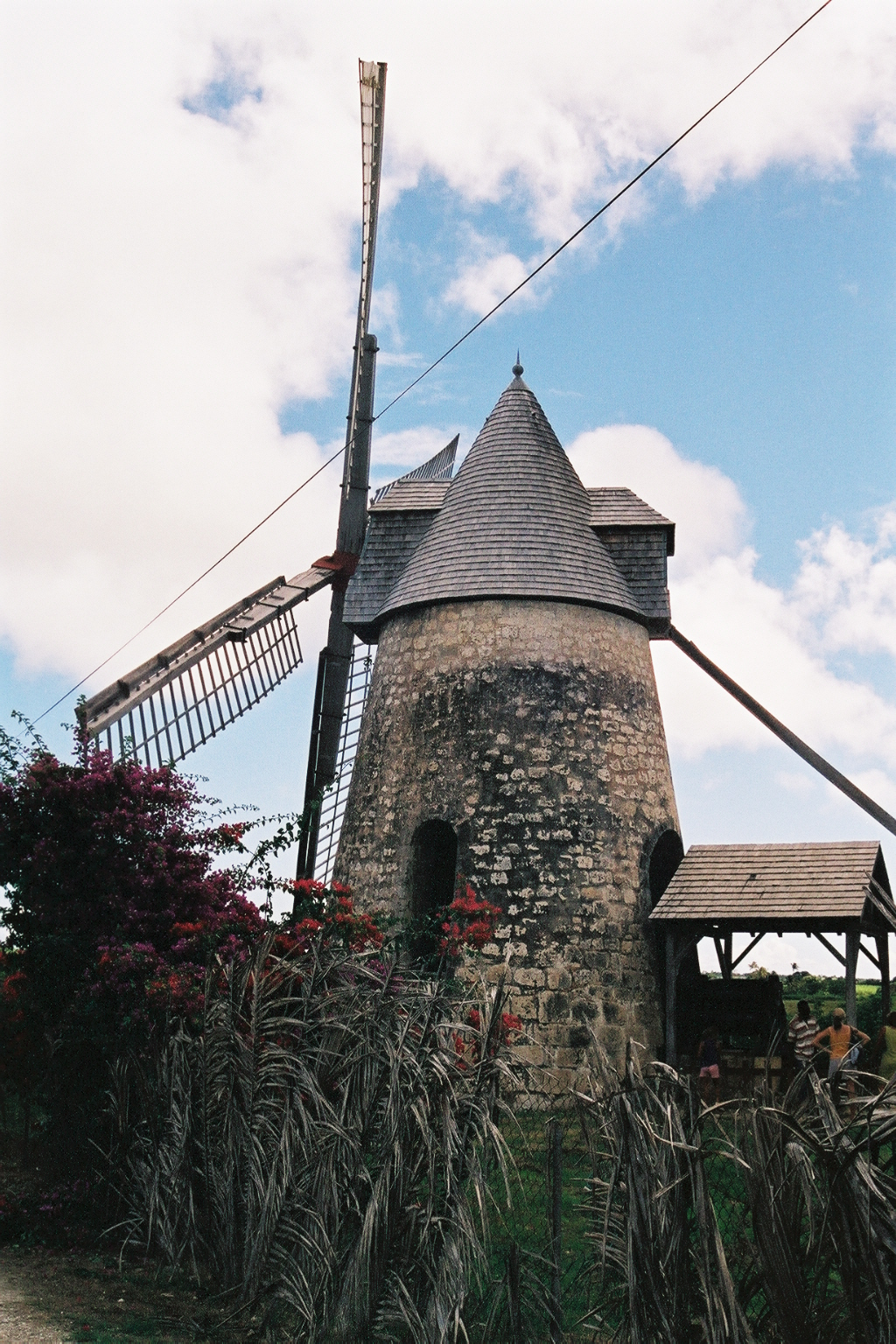
Moulin de Bezard
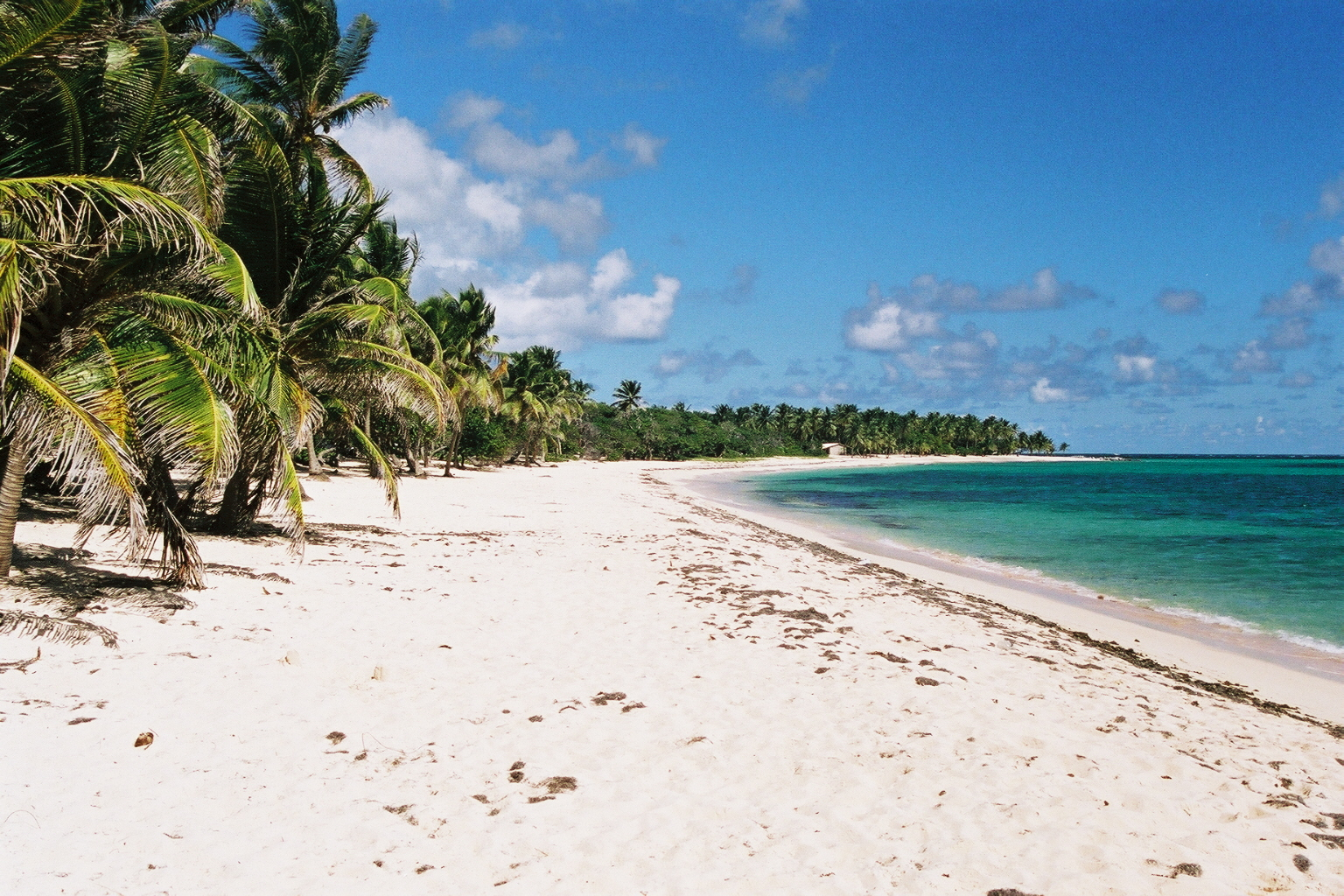
Plage de Feuillère
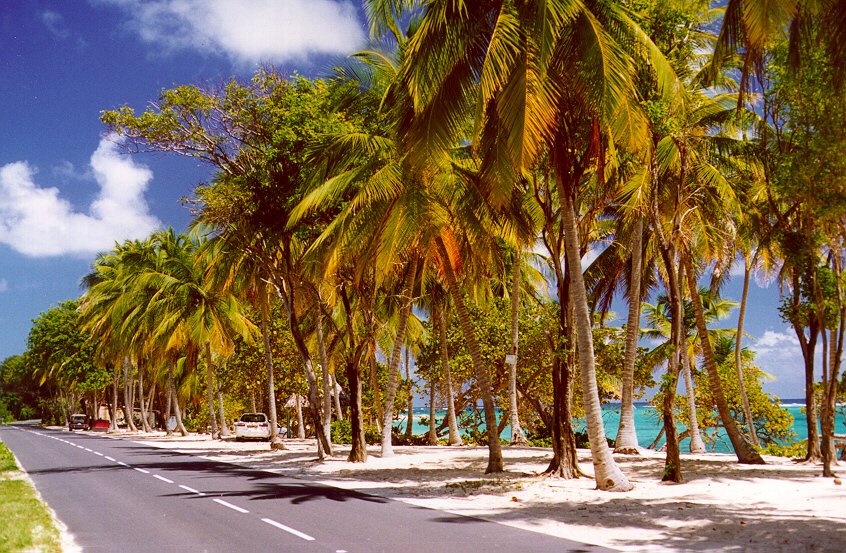
Uferstraße am Plage de Capesterre
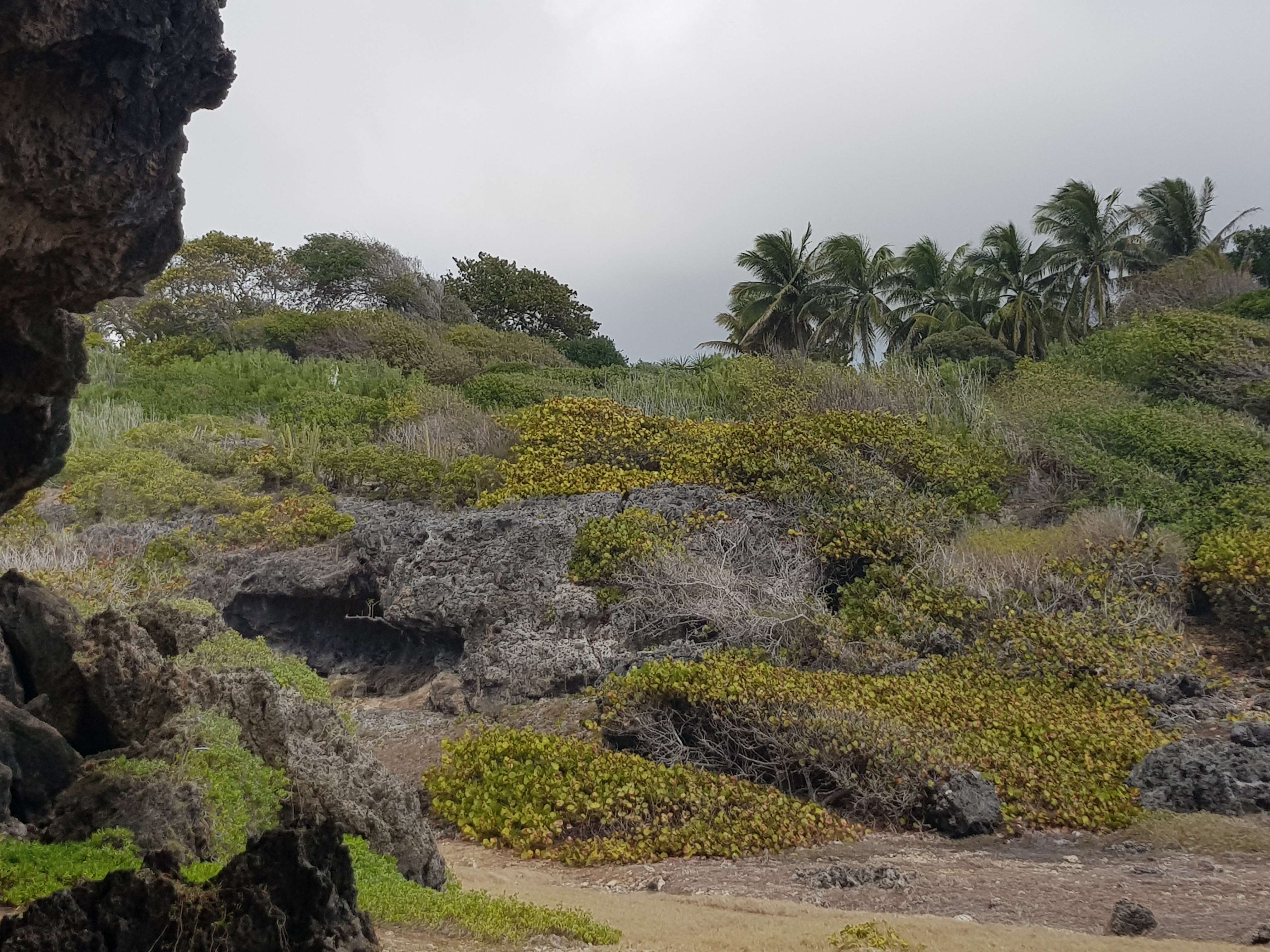
Grotte Morne Rita